# Iggesund
Iggesund est un village de la commune d'Hudiksvall, dans le Comté de Gävleborg, en Suède.